# Anthus similis
Anthus similis là một loài chim trong họ Motacillidae.

## Hình ảnh

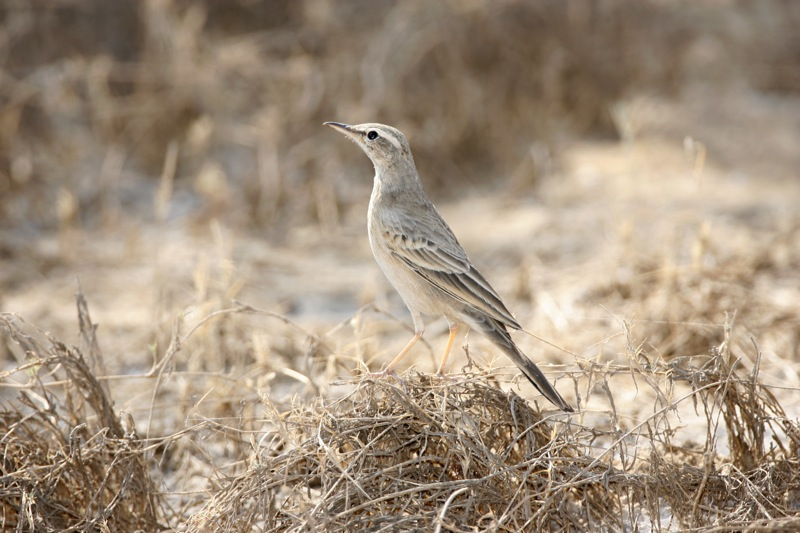
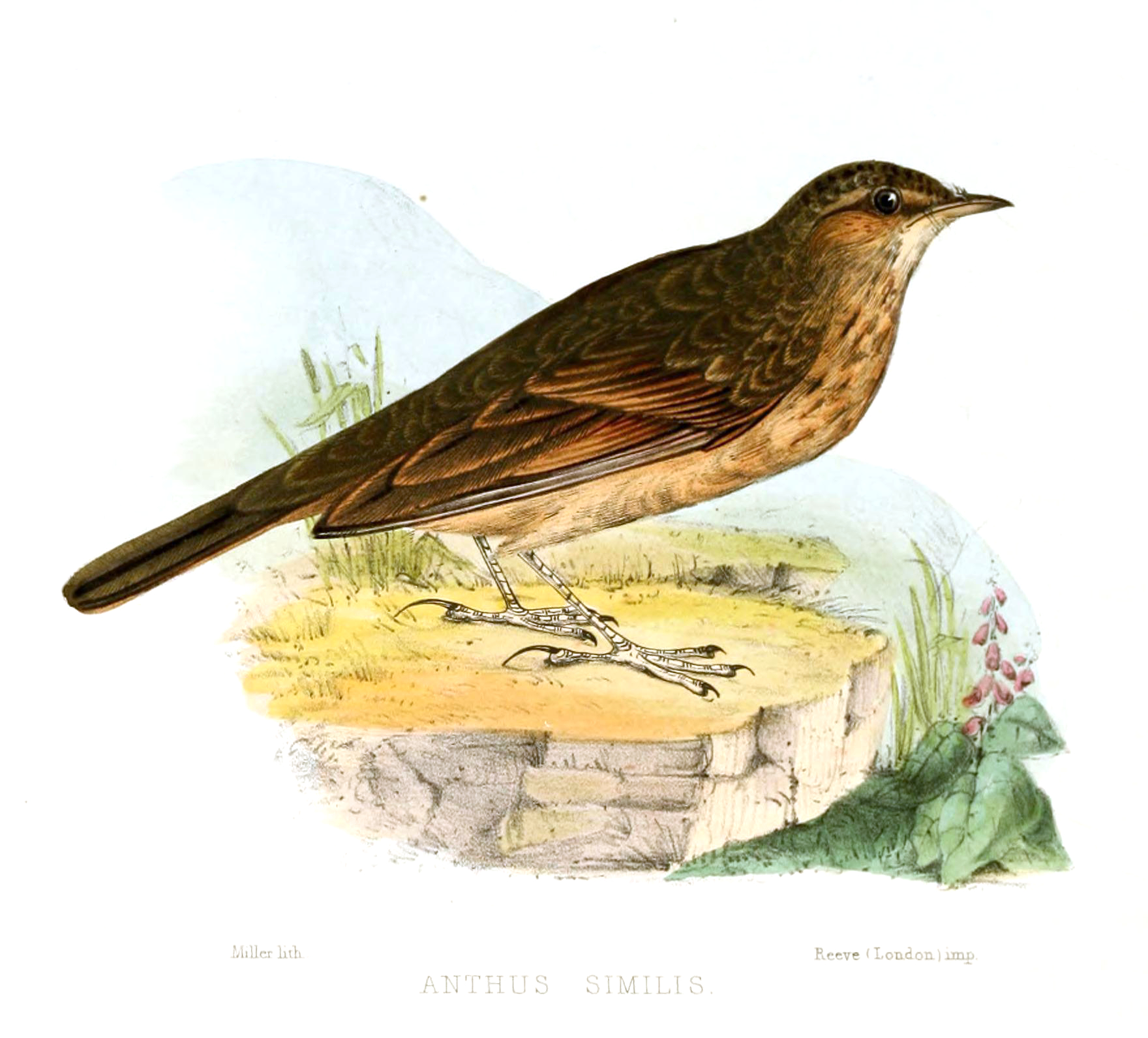
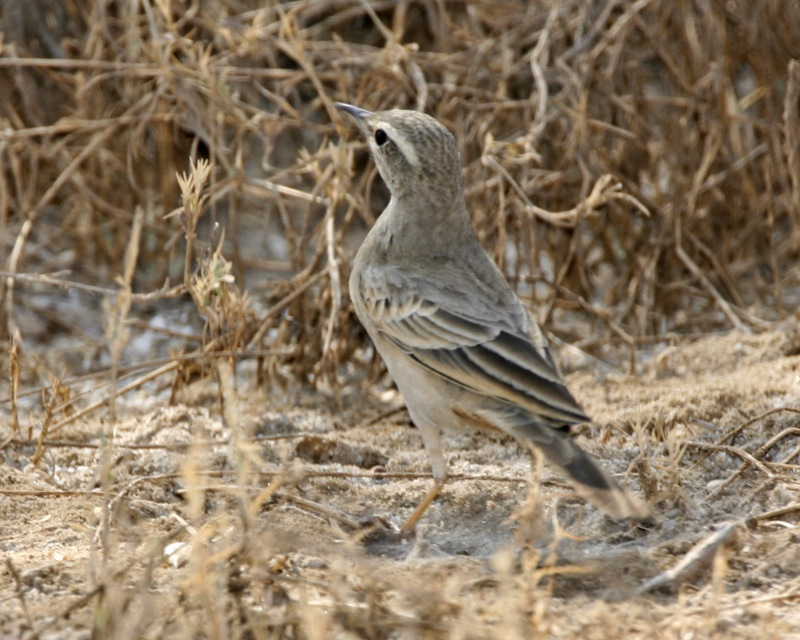
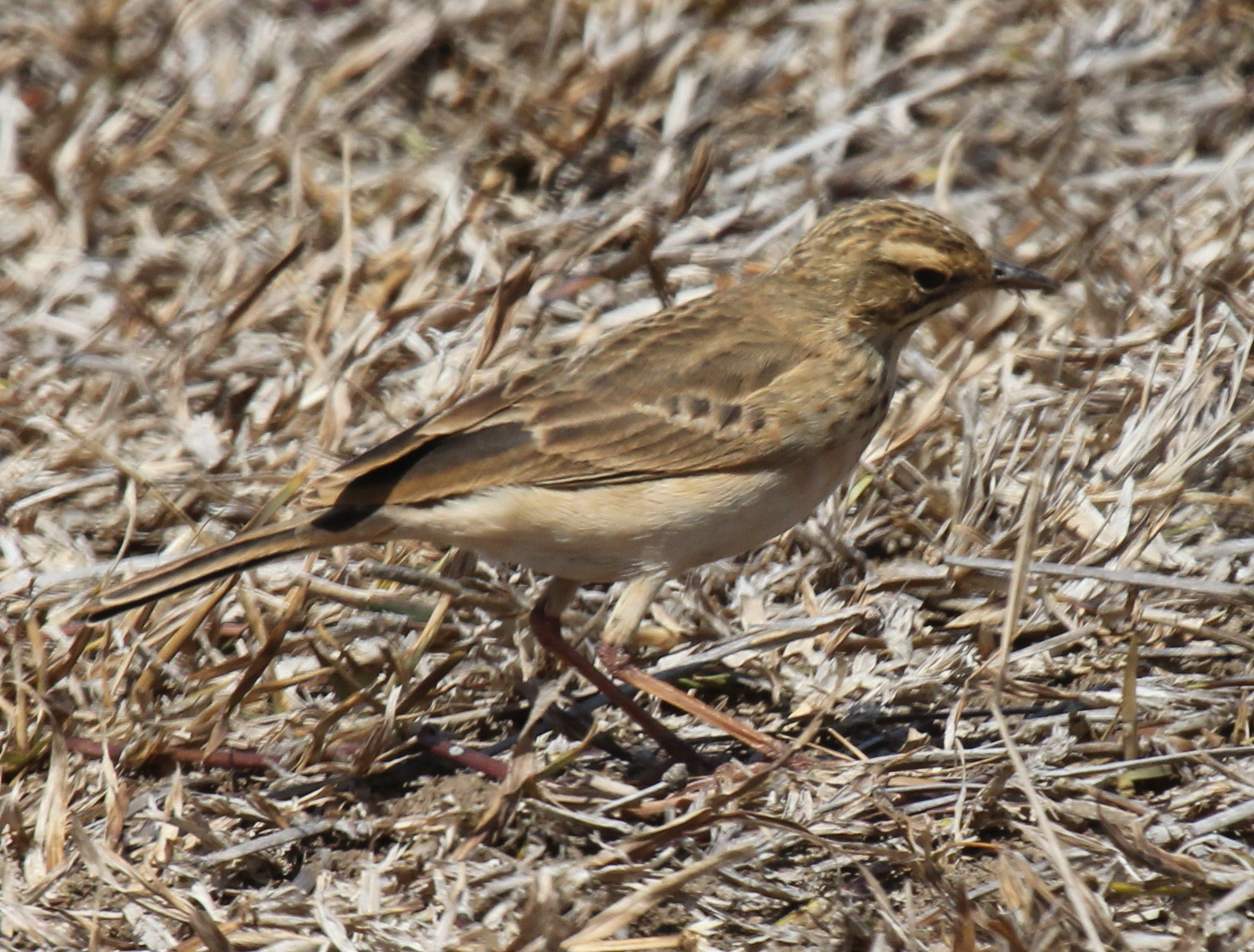
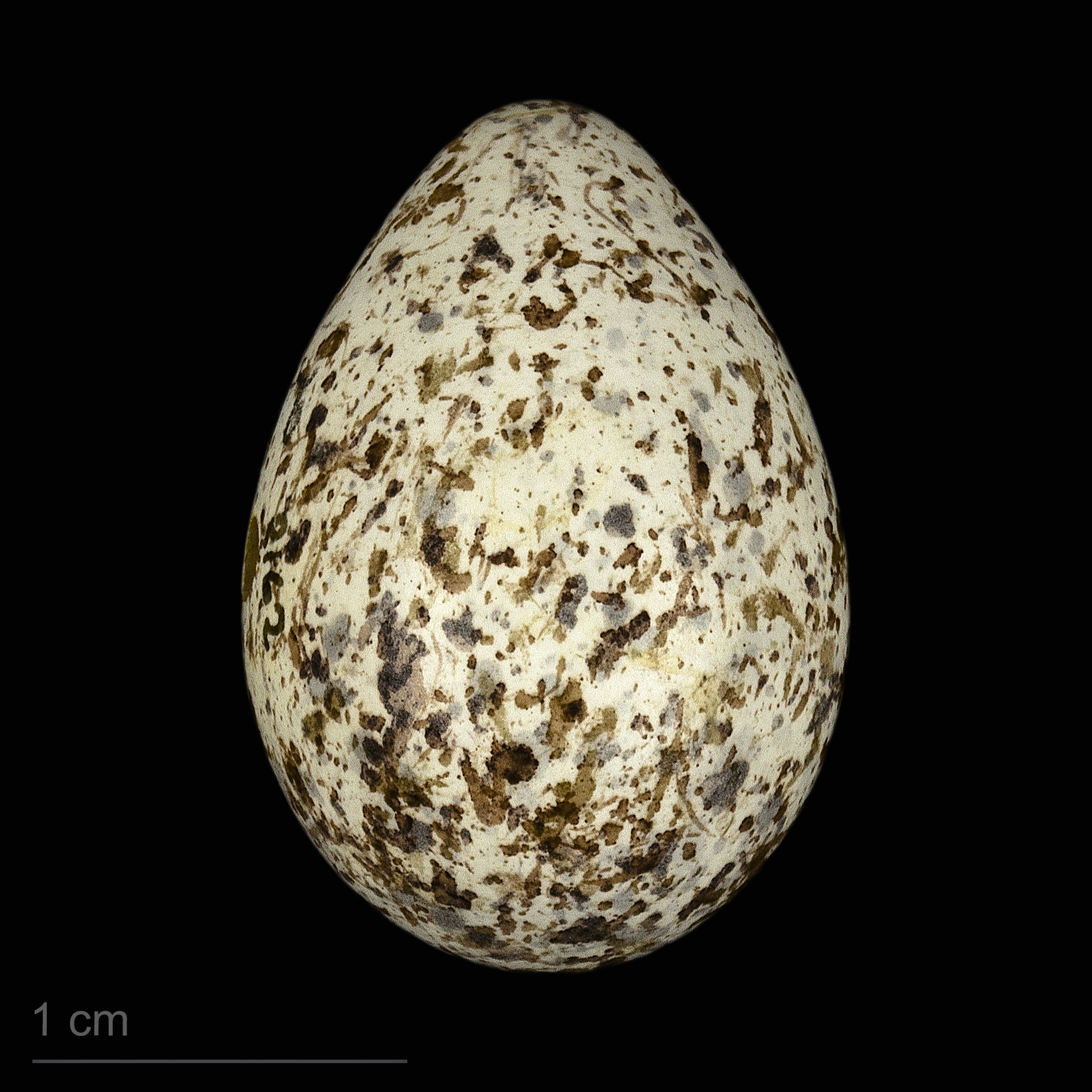
Anthus similis captus